# Michele Saponara
Michele Saponara (Palazzo San Gervasio, 6 gennaio 1933) è un avvocato e politico italiano.

## Biografia
Si laurea in Giurisprudenza all'Università degli Studi di Napoli Federico II per poi intraprendere la professione di avvocato a Milano. È stato presidente dell'ordine degli avvocati e procuratori di Milano. Nel 1994 si candida alle elezioni europee per Alleanza Nazionale.
Nel 1996 si candida con il centrodestra e diviene deputato della XIII legislatura. Nel 2001 viene nuovamente eletto, con il sistema maggioritario nella lista Abolizione Scorporo, collegata a Forza Italia (gruppo parlamentare a cui si iscrive).

### Incarichi parlamentari
Ha fatto parte delle seguenti commissioni parlamentari: Affari Costituzionali, della Presidenza del Consiglio ed Interni, Commissione d'Inchiesta Dossier Mitrokhin.

### Sottosegretario di Stato
Nel dicembre 2004 viene nominato sottosegretario agli Interni nel secondo governo di Silvio Berlusconi succedendo al dimissionario Carlo Taormina. Tale incarico lo ha svolto anche nel terzo governo Berlusconi, dal 2005 al 2006.
Nel 2006 è eletto membro laico del Consiglio Superiore della Magistratura con 741 voti in quota FI.